# Linus Torvalds
Linus Benedict Torvalds (født 28. december 1969 i Helsinki, Finland) er en finsk-amerikansk softwareingeniør, der er mest kendt som hovedskaberen bag styresystems-kernen Linux.
Torvalds tilhører Finlands svensktalende mindretal. Han begyndte udviklingen af Linux, en styresystems-kerne, og fungerer i dag som projektkoordinator. Inspirationen kom fra demosystemet Minix udviklet af Andrew Tanenbaum, men Torvalds mente, at der var et behov for et komplet UNIX-styresystem, som han kunne køre på sin pc. Den oprindelige Linux-kerne udviklede han primært på sit eget udstyr i sin fritid som et led i at lære computerens opbygning.
I starten ville han "kun" opbygge et nyt filsystem til eget behov, men han blev efterhånden klar over, at han lige så godt kunne udvikle et helt styresystem til gavn for alle. Han havde aldrig troet, at det ville blive så populært, som det blev.

## Ekstern henvisning
- Wikimedia Commons har flere filer relateret til Linus Torvalds

- Wikiquote har flere citater relateret til Linus Torvalds.
- Linus Torvalds' hjemmeside Arkiveret 12. marts 2005 hos  Wayback Machine